# Rjuzo Šimizu
Rjuzo Šimizu (japonsko 清水 隆三), japonski nogometaš, * 30. september 1902, Japonska.
Za japonsko reprezentanco je odigral dve uradni tekmi in dosegel 1 gol.